# Березівка (Червенський район)
Березівка (біл. вёска Бярозаўка) — село в складі Червенського району Мінської області, Білорусь. Село підпорядковане Руднянській сільській раді, розташоване в центральній частині області.